# Württemberg-Hohenzollern

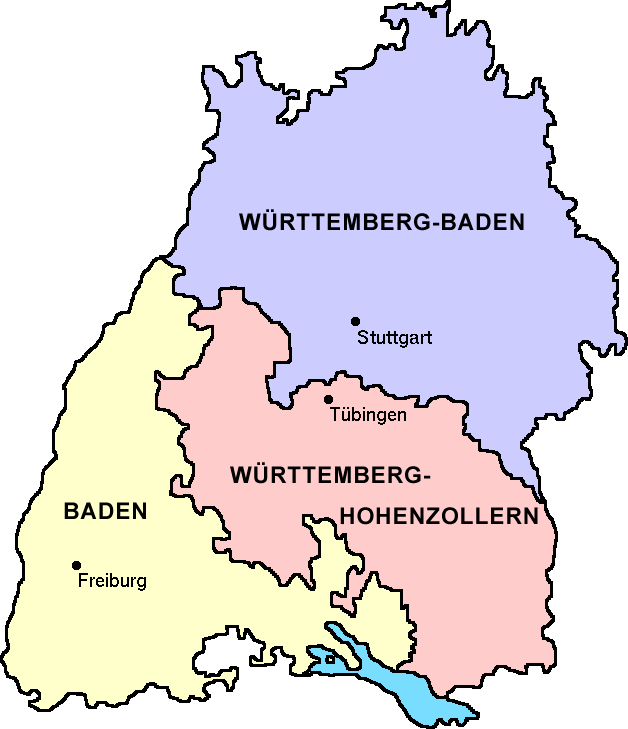
Situationen 1945-1952.

Württemberg-Hohenzollern var ett område som 1952 blev del av det nya förbundslandet Baden-Württemberg efter att 1949-1952 varit ett förbundsland i Västtyskland. 
Fram till första världskrigets slut fanns Kungariket Württemberg, Storhertigdömet Baden och den preussiska exklaven Hohenzollern. Baden och Württemberg kom efter kriget att bli förbundsstater i Tyska riket. I Tredje riket kom Württemberg och Hohenzollern att slåss samman som Reichsgau Württemberg-Hohenzollern.
Efter andra världskriget delades området upp i de franska och amerikanska ockupationszonerna. I den franska zonen kom Württemberg-Hohenzollern att ligga tillsammans med Baden. Württemberg-Hohenzollern bestod av den södra delen av vad som tidigare varit kungariket Württemberg och Hohenzollern som tillhört Preussen och kallats "Hohenzollernschen Lande" men även varit känt under namnet Regierungsbezirk Sigmaringen. I det nya området och senare delstaten var Tübingen huvudstad och antalet invånare låg omkring en miljon. 1949 blev Württemberg-Hohenzollern ett förbundsland i Västtyskland. 
De ledande förespråkarna för sammanslagningen till Baden-Württemberg 1952 var Württemberg-Badens ministerpresident Reinhold Maier och Württemberg-Hohenzollerns statspresident Gebhard Müller.